# Займи, Неджмедин

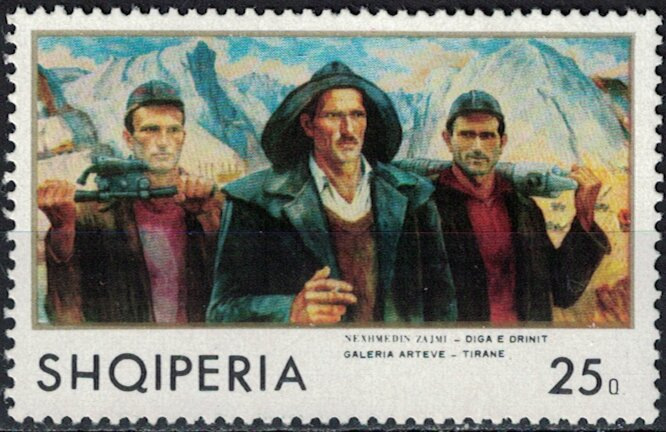
Шахтёры

Неджмедин Займи алб. Nexhmedin Zajmi; 4 марта 1916, Пешкопия — 19 мая 1991, Тирана, Албания) — албанский художник и скульптор

## Биография
Родился в бедной семье. Рано осиротел.
В 1931 году окончил сельскохозяйственный факультет Тиранского университета. Продолжил учёбу в художественной школе.  Дальнейшее образование получил в 1943 году в Римской академии изящных искусств в Италии. В конце 1944 года вернулся на родину.

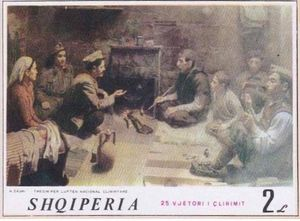
Семья партизан

Много лет работал учителем, позже стал директором Национальной галереи изобразительных искусств Албании в Тиране.
С 1963 года – преподаватель Тиранской академии изящных искусств во время нахождения у власти коммунистов его работы выставлялись в галереях Вены, Загреба и Софии.
Один из художников социалистического реализма, который создал первые композиции на тему только что закончившейся Второй мировой войны («Tarragim na lufta nac.-çl»), открыв тем самым серию исторических картин.
Автор портретов рабочих, горцев и пейзажей. Сейчас около 70 его произведений искусства хранятся в Национальной галерее Тираны.
В 1961 году ополучил звание Почётного художника (Piktor y Merituar ), в 1989 году — Народного художника (артиста) Албании ( Piktor y Popullit ).